# 中野陣屋・県庁記念館
中野陣屋・県庁記念館（なかのじんや けんちょうきねんかん）は長野県中野市にある博物館。1936年（昭和11年）に下高井郡中野町役場庁舎として建てられた建物を利用し、 1994年に開館。「一般財団法人信州なかの産業・観光公社」が管理・運営をしている。

## 概要
1階には常設展示場・資料展示室・カフェ陣屋、2階にはコミュニティホール・世界の馬っこ展がある。天領当時の歴史的資料を収蔵、展示している。1964年（昭和39年）に中野県庁(中野陣屋)跡として長野県の史跡に指定された信州中野古今マップ。江戸時代の再現画像の基になったジオラマは、1階資料展示室にある。

## 利用情報

### 観覧料
- 無料

### 開館時間
- 10:00 - 18:00

### 休館日
- 火曜日 (※祝日の場合は開館)、12月29日～1月3日

## 交通
- 上信越自動車道信州中野ICから約15分
- 長野電鉄信州中野駅から徒歩約15分